# زاره ملکونیان
زاره ملکونیان (ارمنی: Զարեհ Մելքոնյան؛ ارمنی غربی: Զարեհ Մելքոնեան؛  زادهٔ ۱۵ اوت ۱۹۲۲ - درگذشته ۳۰ مارس ۲۰۱۲)، شاعر و نمایشنامه‌نویس اهل ارمنستان بود.

## زندگی‌نامه
وی با نام اصلی زاره کاهکه‌چیان (ارمنی: Զարեհ Քահքեջյան) در ۱۵ اوت ۱۹۲۲ در حلب به دنیا آمد و از مدرسه ملی هایکازیان، موسسه آموزشی ملکونیان و دانشگاه آمریکایی بیروت فارغ‌التحصیل شد. وی در مجله ادبی شیراک فعالیت می‌کرد. وی در ۳۰ مارس ۲۰۱۲ در سن ۸۹ سالگی در فریمانت درگذشت.

## یادداشت
1. ↑  Հայկական Սովետական Հանրագիտարան: ۱۹۲۴